# Кейли, Джордж
Сэр Джордж Кейли, 6-й баронет Бромптон (англ. George Cayley, 27 декабря 1773 — 15 декабря 1857) — английский учёный и изобретатель. Один из первых теоретиков и исследователей в области летательных аппаратов тяжелее воздуха, опубликовавший в начале XIX века описания принципов полёта планёра и самолёта. Также предложил конструкцию колеса со спицами из проволоки (прообраз спицевого велосипедного колеса), несколько схем двигателя внутреннего сгорания, идею водотрубного котла для паровой машины, запатентовал гусеничный ход для транспорта (1826). Его идеи и проекты намного опережали время, поэтому большинство из них не было реализовано при жизни учёного. Работы Кейли были мало известны до 1930-х годов XX века.

## Биография
Джордж Кейли родился 27 сентября 1773 года в прибрежном городе Скарборо (графство Йоркшир, Англия). Его отец — Томас Кейли (1732—1792) позднее (незадолго до своей смерти) унаследовал титул баронета Бромптона. Мать — Изабелла Сетон (1745—1828) была родом из Шотландии. Будучи сама весьма образованной, она позаботилась, чтобы Джордж, с детства проявлявший интерес к механике, получил надлежащее образование в области математики и естественных наук. Джордж Кейли некоторое время учился в закрытой школе в Йорке, затем, в 1791 году, переехал в Ноттингем к частному преподавателю — священнику-нонконформисту, общественному деятелю и математику Джорджу Уокеру, члену Королевского научного общества. Общество дочери учителя, Сары Уокер, вскоре стало отвлекать молодого Кейли от занятий, и его мать, которой эта девушка совсем не понравилась, перевела Джорджа Кейли к другому частному преподавателю — Джорджу Кадогану Моргану, также — священнику-нонконформисту и учёному, преподававшему в колледже Хэкни (Лондон) механику и электрофизику.
В 1792 году Джордж Кейли стал, после смерти отца, баронетом Бромптоном. В 1795 году он женился на Саре Уокер.

### Личная жизнь
Сара была единственной женой Джорджа Кейли. Она родила ему троих сыновей (из которых двое умерли от кори) и шестерых дочерей (одна из них умерла от болезни сердца в возрасте 16-ти лет). Характер у жены Кейли оказался тяжёлый, её выходки шокировали детей и неоднократно вынуждали супруга писать соседям письма с извинениями. Джордж Кейли, однако, был весьма подавлен её кончиной, которая произошла в 1854 году.

## Работы Кейли в области авиации и воздухоплавания

### Теоретические и экспериментальные исследования в области авиации
Джордж Кейли начал интересоваться вопросом создания летательного аппарата тяжелее воздуха, по крайней мере, с 1796 года. В этот период в его личных записях появляются результаты наблюдений за птицами и проводимых над ними измерений. В 1799 году Кейли заказал гравировку серебряного диска, на одной стороне которого он изобразил эскиз задуманного им летательного аппарата, а на другой — диаграмму сил, действующих на него в полёте. Летательный аппарат, изображённый на диске представлял собой лодку, над которой под некоторым углом была укреплена неподвижная несущая поверхность. Поступательное движение аппарата должно было обеспечиваться парой вёсел. К заднему концу лодки было прикреплено крестообразное хвостовое оперение. Таким образом, задуманный Кейли летательный аппарат, содержал основные элементы самолёта. Многие исследователи приписывают Джорджу Кейли рождение идеи летательного аппарата с неподвижным крылом и отдельным от него движителем, то есть самолёта. Однако другие указывают, что данная концепция, как и другие конструктивные идеи, содержащиеся в проекте Кейли, выдвигались и ранее, хотя именно работы Кейли положили начало научному исследованию концепции самолёта.
В 1804 году Джордж Кейли начал проводить эксперименты, направленные на получение научных данных для создания летательного аппарата. Для исследования аэродинамических характеристик крыла он создал ротативную установку, в которой исследуемая поверхность крепилась к концу рычага, вращающегося вокруг вертикальной оси за счёт силы опускающегося груза. Хотя подобные установки создавались для аэродинамических экспериментов и ранее, именно Кейли впервые предпринял такие эксперименты для решения проблемы создания самолёта. В ходе экспериментов Кейли измерял подъёмную силу, действующую на квадратную плоскую пластинку в зависимости от угла атаки, и получил результаты, близкие к современным данным.

Эскиз модели планёра Кейли. 1804 год

В том же году Кейли изготовил для экспериментов модель планёра с крылом малого удлинения площадью около 993,5 см². По словам самого Кейли, модель совершала полёты на расстояние 18-27 м.

В 1808 году учёным была изготовлена ещё одна модель планёра, особенностью которого были: крыло значительного удлинения сложной в плане формы и искривлённый профиль крыла. Модель испытывалась в свободном полёте, а также на привязи (как воздушный змей).
В 1809—1810 годах в журнале Nicolson’s Journal of Natural Philosophy был напечатан труд Джорджа Кейли в трёх частях «О воздушной навигации» (On Aerial Navigation) — первая в мире опубликованная научная работа, содержащая первоосновы теории полёта планёра и самолёта.
В 1843 году, после публикации проекта самолёта У. Хенсона, Джордж Кейли опубликовал ещё две статьи, посвящённые вопросам авиации, в которых высказал идею самолёта-полиплана, а также опубликовал проект конвертоплана с четырьмя дискообразными несущими поверхностями, которые, будучи разрезаны на сегменты, должны были на режимах взлёта и посадки превращаться в несущие винты.

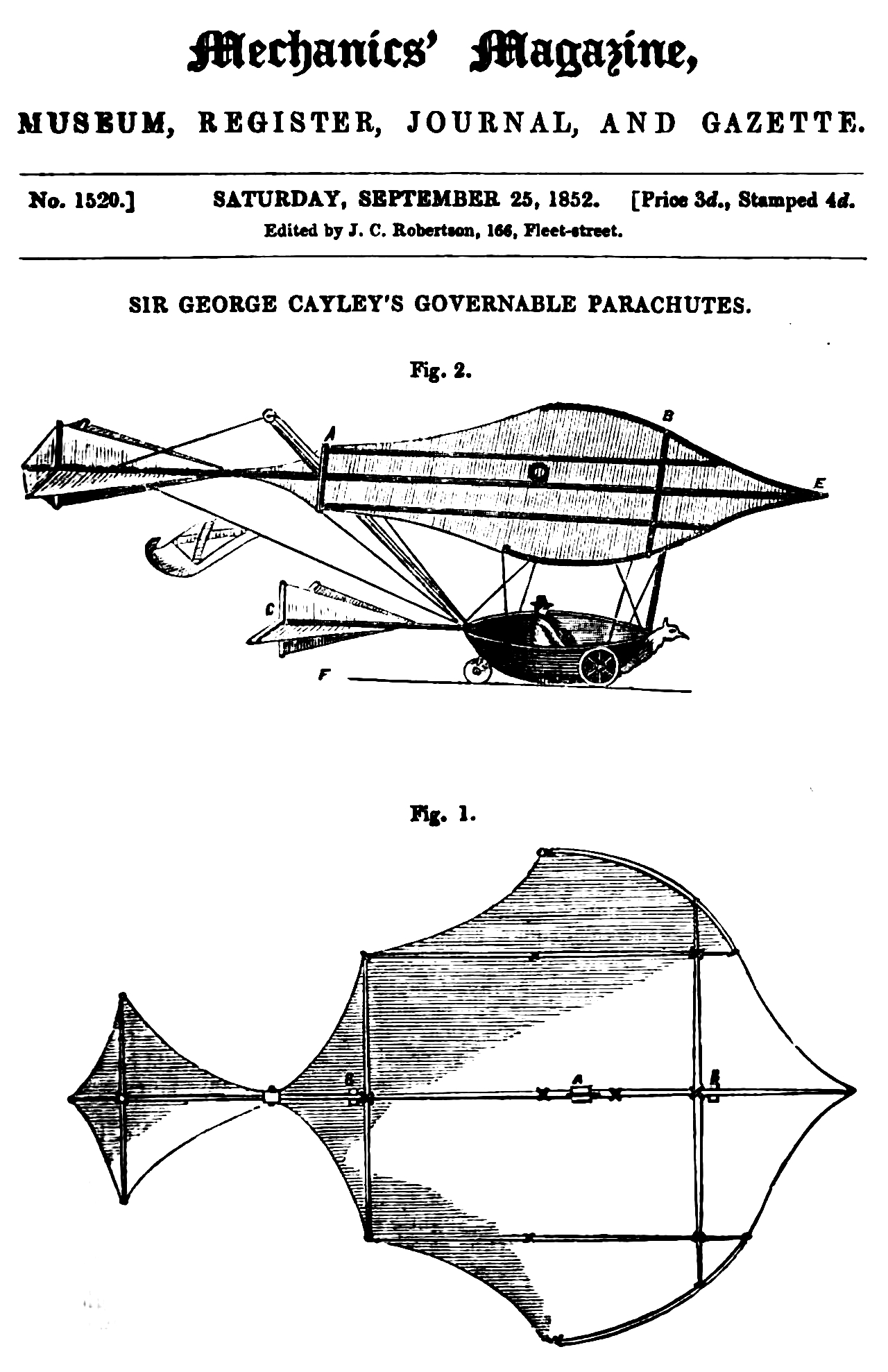
«Управляемый парашют» Кейли

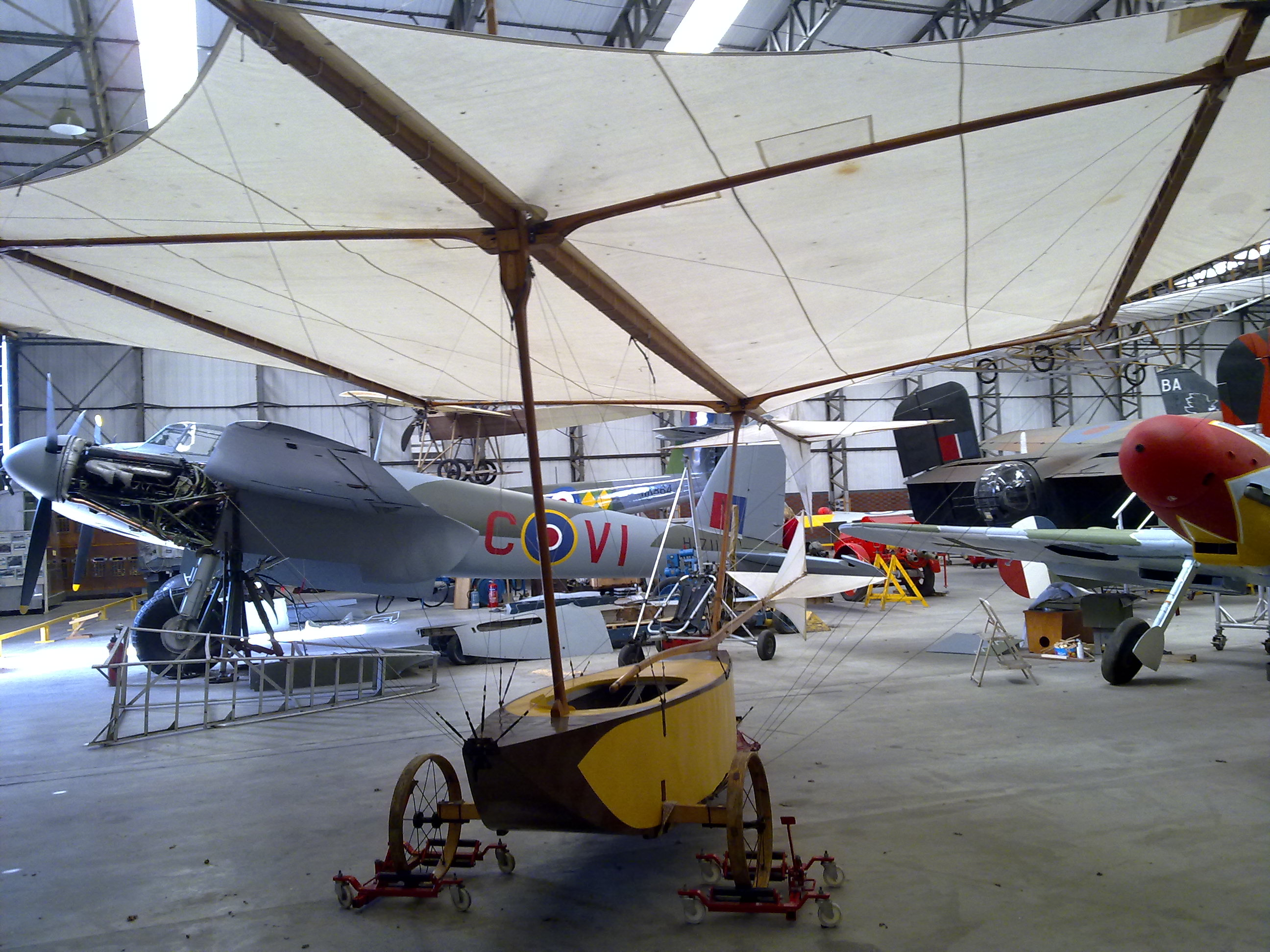

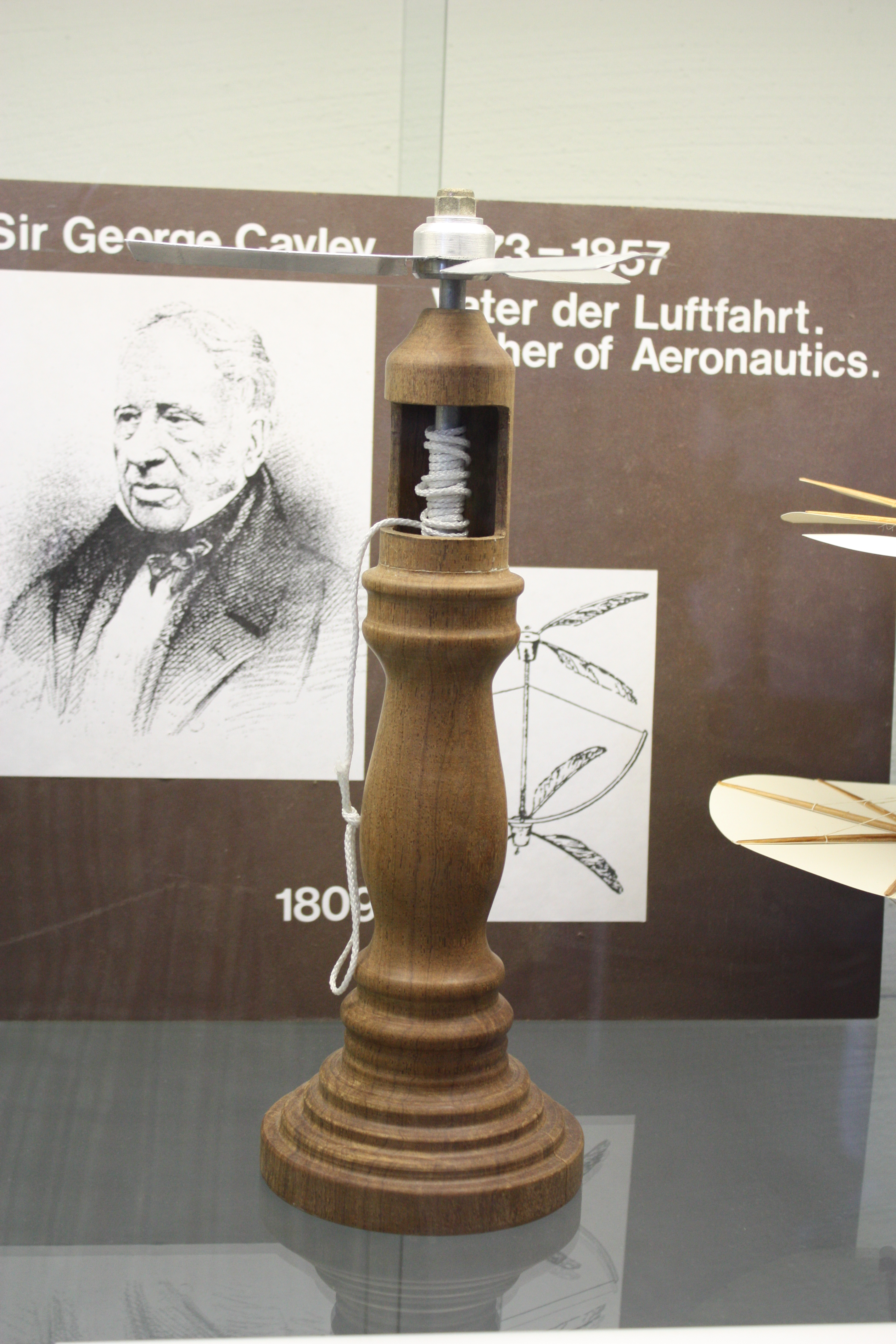

В 1852 году Кейли опубликовал статью в журнале Mechanics’ Magazine, в которой был представлен проект планёра (автор назвал его governable
parachute — «управляемый парашют»). В статье была указана целесообразность использования для обеспечения продольной статической устойчивости неподвижной горизонтальной поверхности, расположенной позади крыла (в современных терминах — стабилизатора), установленного на угол атаки, меньше, чем у крыла. При этом центр тяжести рекомендовалось располагать несколько впереди центра давления крыла.

### Летательные аппараты, построенные в натуральную величину
В 1809 году Кейли предпринял постройку летательного аппарата в натуральную величину. Аппарат имел неподвижное крыло с вырезом в середине для помещения лётчика, который при разбеге должен был бежать по земле, а также хвостовое оперение. Движущая сила должна была создаваться специальными машущими крыльями. В испытаниях, которые проводились без задействования машущих крыльев, удавались короткие подлёты. Так как машущие крылья не применялись во время этих подлётов, некоторые источники классифицируют эти подлёты, как выполненные на планёре, хотя есть авторы, которые оспаривают такую классификацию.

Летательный аппарат Кейли 1849 года

В 1849 году Кейли построил ещё один летательный аппарат, принцип полёта которого был аналогичен предыдущему. В отличие от первого аппарата, новый имел фюзеляж в виде лодки, установленный на колёсном шасси. Три несущих поверхности располагались одна над другой (то есть аппарат был трипланом). Машущие крылья-пропеллеры предположительно, должны были приводится в движение мускульной силой авиатора или же тепловым двигателем, используемым в качестве рабочего тела нагретый воздух. Испытывался, однако, данный аппарат так же, как и предыдущий, — без задействования движителя. В таком режиме, при разбеге под уклон, он, по словам создателя, оказался способен поднять «мальчика лет десяти» на высоту нескольких метров. Некоторые источники классифицируют эти испытания, как первые в мире полёты человека на планёре. Однако по данному вопросу есть ещё две альтернативные точки зрения:
- по крайней мере часть планирующих полётов человека с возвышенностей на искусственных крыльях, описываемая множеством древних авторов, — реальна, и такие полёты можно классифицировать как полёты на планёре, то есть первый полёт на планёре был выполнен задолго до Кейли[7];
- любое намерение использовать машущее крыло не позволяет классифицировать аппарат, как чистый планёр, а потому ни искусственные крылья древних, ни аппарат Кейли планёрами не являлись, первые полёты на планёре были выполнены позднее[7].

### Проекты дирижаблей

Один из проектов дирижабля, предложенных Кейли в 1816 году

В 1816—1817 годах, а также в 1837 году Джордж Кейли опубликовал несколько статей, посвящённых проблеме создания управляемого аэростата (дирижабля) в которых поместил свои проекты дирижаблей, как с машущими, так и с винтовыми пропеллерами.
Кейли принадлежит ряд идей, нашедших применение в дирижаблестроении, таких как разделение корпуса дирижабля на изолированные отсеки, а также идея дирижаблей жёсткой конструкции, в том числе — с металлической обшивкой корпуса, возрождённая в конце XIX века Константином Эдуардовичем Циолковским.

## Память
В честь Джоржда Кейли названы жилые и учебные корпуса Халлского университета и Университета Лафборо, а также планерный клуб в Йоркшире.

## Труды
- On Aerial Navigation (О воздушной навигации):
  - Часть 1-я Архивная копия от 11 мая 2013 на Wayback Machine
  - Часть 2-я
  - Часть 3-я